# مرکز مشترک اطلاعات منطقه‌ای
مرکز مشترک اطلاعات منطقه‌ای (به انگلیسی: Joint Regional Intelligence Center) در سال ۲۰۰۶ (میلادی) به عنوان تلاش مشترکی بین حکومت فدرال ایالات متحده آمریکا، دولت ایالتی، دولت محلی، سازمان‌های اجرای قانون و سازمان‌های امنیت عمومی بنیان‌گذاری شد تا اطلاعات تهدیدهای تروریستی برای لس آنجلس را گردآوری، واکاوی، و ترکیب کرده، و به صورت مناسبی، منتشر کند. مرکز مشترک اطلاعات منطقه‌ای در سال ۲۰۱۰ (میلادی) با مؤلفه گروه مشترک اطلاعات مواد مخدر لس آنجلس (به انگلیسی: Los Angeles Joint Drug Intelligence Group) به نام منطقه پرقاچاق مواد مخدر لس آنجلس (به انگلیسی: Los Angeles High Intensity Drug Trafficking Area)، به نام سامانه پشتیبانی از اطلاعات (به انگلیسی: Intelligence Support System) (که پاکسازی اطلاعات جنایی منطقه‌ای لس آنجلس (به انگلیسی: Los Angeles Regional Criminal Information Clearinghouse)، و پاکسازی مواد مخدر درون‌مرزی (به انگلیسی: Inland Narcotics Clearing House) را در بر می‌گیرد) ترکیب شد تا یک نهاد اطلاعاتی قدرتمند برای همه اطلاعات جنایی در راستای مأموریت منطقه پر از قاچاق مواد مخدر لس آنجلس پدیدآورد.
مرکز مشترک اطلاعات منطقه‌ای به عنوان مرکز ارزیابی تهدیدهای منطقه‌ای به صورت بخشی از سامانه ارزیابی تهدید ایالت کالیفرنیا (به انگلیسی: California State Threat Assessment System) برای دادگاه ناحیه‌ای ایالات متحده آمریکا برای ناحیه مرکزی کالیفرنیا فعالیت می‌کند. مرکز مشترک اطلاعات منطقه‌ای از دستورالعمل‌های وزارت دادگستری ایالات متحده آمریکا و وزارت امنیت میهن ایالات متحده آمریکا پیروی کرده و در برنامه ملی همرسانی اطلاعات جنایی (به انگلیسی: Criminal Intelligence Sharing Plan) مشارکت می‌کند.
حوزه مسئولیت مرکز مشترک اطلاعات منطقه‌ای، لس آنجلس بزرگ، و شهرستان‌های اورنج، ریورساید، سن برناردینو، سن لوییز اوبیسپو، سانتا باربارا، و ونچورا را دربرمی‌گیرد. با پوشش ۴۰٬۰۰۰ مایل مربع (۱۰۰٬۰۰۰ کیلومتر مربع) و بیش از ۱۸/۵ میلیون نفر، این ناحیه، حاوی دارایی‌های مهم ملی، و منابع کلیدی است که عملکرد بدون اشکال آن بر سلامت روزانه اقتصاد ایالات متحده آمریکا (شامل زنجیره‌های عرضه ملی، تدارکات حیاتی، و امنیت انرژی) تأثیر مستقیم می‌گذارد.